# Аријел Ортега
Аријел Арналдо Ортега (шп. Ariel Arnaldo Ortega; Ледесма, 4. март 1974) био је аргентински фудбалер који је играо на позицији нападачког везног играча. Надимак му је „Ел Бурито” („Мали магарац”), па га зову „Бурито Ортега”.
Аријел Ортега први пут је заиграо за ФК Ривер Плејт 14. децембра 1991. и ту играо до 1996. године, а вратио се у периоду од 2000–02, 2006–08 и 2009–11. Остали Ортегови клубови укључују Фенербахче, Парму, Сампдорију, Валенсију и Њуелс Олд Бојс. Ортега, бивши аргентински интернационалац, играо је за своју државу на Светским куповима 1994, 1998, и 2002. Такође је био члан тима који је освојио сребрну медаљу на Летњим олимпијским играма 1996. године.

## Биографија и каријера

### Почеци у Аргентини
Ортега је професионалну фудбалску каријеру започео 1991. године у аргентинском клубом Ривер Плејт. Са клубом је освојио Прву лигу 1991, 1993, 1994 и 1996, као и Копа Либертадорес 1996. Изгубио је на финалу Интерконтиненталног купа 1996. од Јувентуса.

### Европа
Ортега је напустио Аргентину 1996. Играо је пола сезоне за Валенсију пре него што га је 1998. потписала Сампдорија за 23 милијарде италијанских лира (8 милиона фунти), замењујући Хуана Себастијана Верона. Након што је клуб пребачен у Серију Б, Ортега се придружио Парми, придруживши се националном и бившем клупском суиграчу Хернану Креспу, заменивши Верона који је опет отпутовао у Лазио. Парма је Сампдорији платила 28 милијарди лира (9,4 милиона фунти). Међутим, у следећој сезони вратио се у Аргентину у Ривер Плејт, да надокнади неплаћених 12 милијарди лира трансфера Хернана Креспа. (10% од трансферне цене у Лацио) Клаудио Хусеин се такође придружио клубу. Ривер Плејт је стекао 50% регистрационих права на Ортегу за пријављених 5,5 милиона долара. Док је, по годишњој пријави Парме италијанској влади, Ортега продат за 11 милијарди лира.

### Фенербахче и бан
У мају 2002. Фенербахче је потписао Ортегу из Ривер Плејт уз хонорар од 7.500.000 УСД (од којих је 2.500.000 УСД уплаћено Парми). Фенербахче је купио и своја права за имиџ за додатних 1.500.000 америчких долара. Ортега је потписао четворогодишњи уговор. Био је један од кључних играча тима, постигавши 5 голова у 14 утакмица.
Фенербахче је био принуђен да поднесе жалбу фифи у априлу 2003. године, јер се Ортега није успео вратити од међународне дужности од 12. фебруара 2003. Јуна 2003. фифин одбор за решавање спорова (ДРЦ) наредио је Ортеги да плати Фенербахчеу 11 милиона УСД као одштету због кршења уговора о раду и суспендовао га до 30. децембра 2003. године  Ортега се у јулу 2003. године жалио на суду за спортску арбитражу, али је случај одбачен 5. новембра. Ортега је од тог дана одслужио четворо-месечну суспензију. Након забране остао је без клуба.